# Untitled (album de Nas)
Pour les articles homonymes, voir Untitled.
Albums de Nas
Greatest Hits
(2007) Distant Relatives
(2010)
Singles
1. Hero
Sortie : 23 juin 2008
2. Make The World Go Round
Sortie : 9 octobre 2008

Untitled est le neuvième album studio de Nas, sorti le 15 juillet 2008.

## Contexte

### Titre de controverse
Le titre original de l'album -Nigger- a été mentionné par Nas à plusieurs reprises et a suscité de nombreuses polémiques. Le 12 octobre 2007, lors d'un concert que le rappeur donne au Roseland Ballroom à New York, il annonce le titre et la date de sortie de l'album. Def Jam ne fait aucune observation sur le titre.
Le 19 mai 2008, il est confirmé que Nas a changé le nom de l'album pour Untitled (qui signifie en français : « pas de titre ») en déclarant que « les gens vont toujours savoir quel est le vrai titre de cet album et comment il faut l'appeler ».
La pochette de l'album montre le dos de Nas, torse nu, sur lequel apparaît la lettre « N », une référence à l'insulte à caractère racial et à la façon dont les esclaves étaient torturés. LA Reid, président de Def Jam, a confirmé que le label a entièrement soutenu Nas dans sa décision du nommage de l'album. L'album a reçu le soutien de beaucoup de célébrités, notamment Ice Cube, Jay-Z, Bishop Lamont, Alicia Keys, LL Cool J, Rev Run, Common, Akon, Method Man, Lupe Fiasco, David Banner, GZA et Melle Mel. Nas a fait une déclaration sur la préoccupation du gouvernement au sujet de l'album original. Il a déclaré : « Quelqu'un a appelé L.A. Reid [à propos de l'ancien titre du prochain album], la Maison-Blanche a appelé ! »
Par ailleurs, une chanson est également intitulée Untitled ; c'est en réalité un morceau biographique sur Louis Farrakhan, dirigeant de la Nation of Islam.

## Production
Les crédits de production incluent stic.man des dead prez, DJ Green Lantern, Polow da Don, Salaam Remi, DJ Toomp, Stargate, Cool and Dre, The Game, Mark Ronson, Mark Batson, Jay Electronica, J. Myers, Dustin Moore, Calvin McDaniel et Eric Hudson.
Les artistes invités sur l'album sont Busta Rhymes, Keri Hilson, The Game, Chris Brown et The Last Poets.

## Singles
Un premier morceau, Be a Nigger Too, produit par Salaam Remi, est paru sur internet et devait être le premier extrait de cet album. Mais, pour des problèmes de droits liés au sample, le titre n'a pu être commercialisé. Le premier single est donc Hero avec Keri Hilson, qui sort en juin 2008. Il sera suivi de Make the World Go Round en octobre.

## Réception

### Critique
Dès sa sortie, l'album reçoit des critiques généralement positives. Il totalise ainsi une moyenne de 71/100 sur le site Metacritic. Untitled décroche 4,5 micros du magazine The Source. En revanche, le Los Angeles Times lui donne 2 sur 4 et critique les paroles de Nas, trouvant ses « thèmes hypocrites et contradictoires ». Jody Rosen du magazine Rolling Stone note l'album 4 étoiles sur 5 étoiles. USA Today donne 3 étoiles sur 4, en déclarant « Nas confirme son statut de rappeur habile, de rimeur réfléchi et son talent de critique incisif ».
L'album est nommé aux Grammy Awards 2009 dans la catégorie « meilleur album de rap ».

### Performance commerciale
L'album débute numéro 1 au Billboard 200, se vendant à 187 078 exemplaires dès la première semaine

## Liste des titres
| 1.    | Queens Get the Money (Produit par Jay Electronica)                                                 | Give Up the Goods (Just Step) de Mobb Deep My Melody d'Eric B. & Rakim | 2:12 |
| 2.    | You Can't Stop Us Now (featuring Eban Thomas et The Last Poets – Produit par Salaam Remi)          | Message From a Black Man des Whatnauts                                 | 3:05 |
| 3.    | Breathe (Produit par Dustin Moore et J. Myers)                                                     |                                                                        | 3:34 |
| 4.    | Make the World Go Round (featuring Chris Brown et The Game – Produit par Cool and Dre et The Game) |                                                                        | 3:49 |
| 5.    | Hero (featuring Keri Hilson – Produit par Polow da Don)                                            | Butterfly Stance des Native Instruments                                | 4:00 |
| 6.    | America (Produit par Stargate)                                                                     |                                                                        | 3:52 |
| 7.    | Sly Fox (Produit par stic.man)                                                                     |                                                                        | 4:23 |
| 8.    | Testify (Produit par Mark Batson)                                                                  |                                                                        | 2:46 |
| 9.    | N.I.G.G.E.R. (The Slave and the Master) (Produit par DJ Toomp)                                     | We're Just Trying to Make It des Persuaders                            | 4:33 |
| 10.   | Untitled (Produit par stic.man)                                                                    |                                                                        | 2:51 |
| 11.   | Fried Chicken (featuring Busta Rhymes – Produit par Mark Ronson)                                   | Danger! She's a Stranger des Five Stairsteps                           | 2:50 |
| 12.   | Project Roach (featuring The Last Poets – Produit par Eric Hudson)                                 |                                                                        | 1:48 |
| 13.   | Y'all My Niggas (Produit par J. Myers)                                                             |                                                                        | 4:16 |
| 14.   | We're Not Alone (featuring Mykel – Produit par stic.man)                                           |                                                                        | 5:40 |
| 15.   | Black President (Produit par DJ Green Lantern)                                                     | I Wonder If Heaven Got a Ghetto de 2Pac                                | 4:29 |
| 54:04 | |                                                                        |      |

| 16. | Like Me (Produit par DJ Green Lantern) | 3:47 |

| 17. | Proclamation | 0:59 |

## Classements hebdomadaires
| Chart (2008)                                  | Meilleure position |
| --------------------------------------------- | ------------------ |
| Australie (ARIA Charts)                       | 55                 |
| Belgique (Flandre Ultratop)                   | 89                 |
| Canada (Canadian Albums Chart)                | 5                  |
| France (SNEP)                                 | 45                 |
| Irlande (Irish Albums Chart)                  | 54                 |
| Japon (Oricon)                                | 35                 |
| Norvège (VG-lista)                            | 31                 |
| Suisse (Schweizer Hitparade)                  | 10                 |
| Royaume-Uni (UK Albums Chart)                 | 23                 |
| Royaume-Uni (UK Hip Hop and R&B Chart)        | 1                  |
| États-Unis - Billboard 200                    | 1                  |
| États-Unis - Billboard Top R&B/Hip-Hop Albums | 1                  |
| États-Unis - Billboard Top Rap Albums         | 1                  |

## Certifications
| Pays              | Certification | Unités certifiées |
| ----------------- | ------------- | ----------------- |
| États-Unis (RIAA) | Or            | 500 000           |